# Neon Grave
Neon Grave – czwarty minialbum brytyjskiego producenta muzycznego Zomboya, wydany 11 marca 2016 roku przez Never Say Die Records. Utwór "Like a Bitch" w skróconej wersji został wydany wcześniej na kompilacji Never Say Never (Volume 4). Minialbum z remiksami został wydany 6 lutego 2017 roku.

## Lista utworów
1. "Lights Out" - 4:17
2. "Dip It" - 4:07
3. "Get with the Program" (feat. O.V) - 4:44
4. "Miles Away" (feat. Nefera) - 3:17
5. "Like a Bitch (Extended Mix) - 4:24

Neon Grave Remixed
1. "Like a Bitch" (Kill the Noise Remix) (feat. Jonah Kay) - 4:34
2. "Lights Out" (Ghastly Remix) - 3:24
3. "Get with the Program" (Eptic & Trampa Remix) (feat. O.V) - 4:06
4. "Lights Out" (Rickyxsan Remix) - 5:09
5. "Miles Away" (Soltan Remix) (feat. Nefera) - 3:56
6. "Dip It" (Dr. Ozi Remix) - 3:51